# Liczba zasadowa
Całkowita liczba zasadowa (TBN, z ang. total base number) – parametr charakteryzujący oleje smarowe i oznaczający ilość dodatków alkalicznych równoważnych wodorotlenkowi potasu, zawartych w 1 g oleju smarowego. Wyrażana jest w mg KOH/g. Oleje smarowe wzbogacane w substancje alkaliczne stosowane są głównie w silnikach spalinowych wysokoprężnych w celu neutralizowania korozyjnie działających kwasów powstających przy spalaniu siarki zawartej w paliwie. Zdolności neutralizacyjne tych olejów smarowych muszą być tym wyższe, im wyższa jest zawartość siarki w paliwie. 
W miarę eksploatacji oleju następuje naturalne zużywanie dodatków. Konsekwencją tego jest spadek całkowitej liczby zasadowej. Gdy TBN spadnie poniżej określonej granicy, olej należy wymienić.